# Keleti Vince
Keleti Vince (Kaesz Vince, Buda, 1856. december 13. – Besztercebánya, 1888. augusztus 25.) bölcseleti doktor, főgimnáziumi tanár.

## Élete
Budán született, ahol édesapja hajdan jobb napokat látott polgár volt és 1870-ben történt halálakor rossz körülmények közt sinylődött. Keleti neveltetésére legnagyobb befolyással édesanyja volt. 1866-tól 1874-ig a budai királyi egyetemi gimnáziumot látogatta; utóbbi évben változtatta Kaesz családi nevét Keletire. Tanára, Ponori Thewrewk Emil buzdítására a klasszika-filológia tanulmányozására adta magát. 1874-tól 1877-ig a budapesti egyetem hallgatója volt és 1877-78-ban a gyakorló iskolának tagja. 1878-ban tanári oklevelet nyert és szeptembertől a budai gimnáziumnál póthelyettesi minőségben alkalmazták. 1879 elején a szombathelyi prémontreiek főgimnáziumában rendes tanár lett; áprilisban bölcseletdoktorrá avatták és azon év őszén Budapestre került az V. kerületi királyi katolikus főgimnáziumhoz, hol három évet töltött helyettesi minőségben. 1882. augusztus 10-én a besztercebányai királyi főgimnáziumhoz nevezték ki rendes tanárnak; a klasszika-filológián kívül tanította a magyar, német és francia nyelvet. 1884-ben állami ösztöndíjjal Berlinben a pergamoni leleteket tanulmányozta. A felvidéki közművelődési egyesület zólyommegyei választmányának 1885-től 1888-ig titkára volt. A besztercebányai magyar színpártoló egyesültnek is volt titkára.

## Újságcikkei
Cikkei az Egyet. Philologiai Közlönyben (1879., 1884. Pergamon és a gigantomachia. 1887. Cicero de imperio Gn. Pompei iskolai tárgyalása); munkatársa volt a besztercebányai Zólyommegyei Lapoknak (1883-84. Uti levelek stb.); ezek megszüntével a turócszentmártoni, később selmecbányai Felvidéki Hiradóhoz (1884-87.) szegődött; mindkét lapba színikritikát és egyéb cikkeket írt; programmértekezései a budapesti V. kerületi királyi gimnázium Értesítőjében (1781. Az olympiai ásatások), a besztercebányai királyi gimnázium Értesítőjében (1885. Sallustius Jugurthájának 17-19. fejezete az iskolában tárgyalva.)

## Munkái
1. Antonios Diogenes és Lukanos. Budapest, 1879. (Doktori értekezés.)
2. Római régiségek. Wilkins A. S. után angolból ford. Uo. 1881. (Történeti kézikönyvek 5.)
3. M. Tullii Ciceronis de imperio Gnaei Pompei oratio. Magyarázta. Uo. 1881. (Jeles Irók Iskolai Tára 27.)
4. A beszterczebányai magyar szinpártoló egyesület története. Turócz-Szent-Márton, 1887. (Előbb a Felvidéki Hiradóban.)

## Álneve és jegye
Dr. Argus és A-s, az említett két lapban mint szini referens.